# 비례대표국회의원 의석승계 제한 사건
비례대표국회의원 의석승계 제한 사건(2008헌마413)은 비례대표국회의원이 탈당할 경우 의석승계를 할 수 있는지를 판단한 대한민국 통치구조에 대한 중요 헌법재판소 판례이다.

## 사실관계
청구인은 비례대표국회의원 자리가 궐원이 되었으나 공직선거법이 의석승계를 제한하는 "임기만료일 전 180일 이내에 궐원이 생긴 때"에 해당하여 의석을 승계하지 못하였다. 이에 청구인들은 위 조항이 신뢰보호의 원칙 및 소급입법금지원칙 등에 위배되어 청구인들의 공무담임권을 침해하였다고 주장하면서, 헌법소원심판을 청구하였다.

## 결론
- 헌법불합치(이후에 180일에서 120일로 개정되었다)

## 이유

### 심판청구의 적법여부
국회의원의 임기가 이미 만료되어 청구인들의 주관적 권리구제에는 도움이 되지 않으나, 해당조항이 존재하는 한 계속하여 동종의 기본권 침해는 계속될 것이고, 또한 심판대상조항의 위헌 여부는 헌법질서 수호유지를 위하여 그 헌법적 해명이 중대한 의미를 지니고 있는 경우라 할 수 있을 것이므로, 예외적으로 심판청구의 이익이 있다.

### 법률조항의 위헌 여부
비례대표국회의원의석은 정당에 할당되므로 임기만료일 전 180일 내에는 궐원이 생겨도 승계를 허용하지 않는 것은 선거권자들이 정당에 보낸 정치적 의사표명을 무시하고 왜곡하며 이는 국민주권의 원리 내지 대의제 민주주의를 근간으로 하는 한국 법체계에서 용인될 수 없다.

## 참고 문헌
- 정회철, 중요 헌법재판소 판례 200, 여산, 2012.
- 헌법재판소 판례 2009.6.25. 2008헌마413

## 같이 보기
- 공무담임권
- 통치구조론
- 헌법불합치
- 비례대표제